# Viaducto del Lladoner
El viaducto del Lladoner, Lledoner o de Carlos IV es un viaducto que cruza por encima de la riera de Rafamans, perteneciente al municipio de Vallirana y Cervelló, y protegido como bien de interés local.
Este traza la unión entre Ordal y Vallirana por la N-340.

## Descripción
Puente de 32 metros de altura y 192 de largo, de grandes dimensiones, con la función de salvar el desnivel del barranco. Está formado por dos registros de arcos sobrepuestos con el nivel alto remodelado. El puente tiene un total de 22 arcos de medio punto contrafuertes de sección semicircular, con 9 arcos en la parte inferior y 13 en la superior. Destaca el hecho de que los arcos del registro superior están comunicados entre sí mediante a oberturas de arco rebajado que permiten transitar a los viandantes.

## Historia
El 10 de junio de 1761 por orden de Carlos III se organiza la construcción de la carretera N-340 apodada por entonces como "Carretera de Cataluña", este proyecto facilitaría la comunicación entre Tarragona y Barcelona, para esto se decidió la construcción de dos puentes, el del Lladoner y el puente de Carlos III en Molins de Rey. La primera fase de construcción del puente fue por ingenieros militares y duró de 1771 a 1773. En 1775 se continuó con la construcción del puente, aunque unas fuertes lluvias pararon la construcción nuevamente. Finalmente, en 1800 son retomadas las obras y en 1803 durante el reinado de Carlos IV el puente fue terminado. Ese mismo año entró en servicio el puente.

### Guerra Civil
Durante el inicio de la Guerra Civil fueron varias las personas fusiladas en la cercanía del puente. En 1938 el nivel superior del puente fue volado por las tropas republicanas para facilitar su retirada del municipio.
El 2 de junio de 1940 fue reclamada su reconstrucción por el Ministerio de Obras Públicas. En 1943 fue reabierto y ensanchado con 8 metros de carretera y unas aceras de un metro de ancho.